# شكل رأس

شكل رأس "نِصْفِيّ الأحرف" للمكعب

في الهندسة الرياضية، شكل الرأس عمومًا هو الشكل المكشوف عندما يُقطَع ركن من أركان متعدد الأكناف العام نوني (n) الأبعاد.

## التعريفات

شكل رأس "كامل الأحرف" للمكعب

شكل رأس كروي للمكعب

شكل رأس يتكون من مجموعة من الرؤوس المتصلة برأس محدد من المكعب

نأخذ إحدى زوايا أو رؤوس متعدد وجوه . نضع نقطة في مكان ما على طول كل حرف متصل. نرسم مستقيماتٍ عبر الوجوه المتصلة، وربط النقاط المتجاورة حول الوجه. عندما ننتهي منها، تشكل هذه الخطوط دارة كاملة، أي مضلع، حول الرأس. هذا المضلع هو شكل الرأس.
يمكن أن تختلف التعريفات الرسمية الأكثر دقة على نطاق واسع، حسب الحالات. على سبيل المثال، يغير عالم الهندسة كوكستر (على سبيل المثال 1948، 1954) تعريفه بما يتناسب مع مجال المناقشة الحالي. تنطبق معظم التعريفات التالية لشكل الرأس بشكل جيد على المرصوف اللامنتهي أو، بالامتداد، على رَصْف الفضاء [الإنجليزية] بخلايا متعددة الأكناف ومتعددات الأكناف الأخرى عالية الأبعاد.